# Lesser Giełdziński
Lesser Giełdziński (ur. 10 stycznia 1830 we Włocławku, zm. 25 maja 1910 w Gries koło Bolzano) – żydowski kupiec (handlarz zbożem i drewnem), marszand, kolekcjoner dzieł sztuki i judaików.

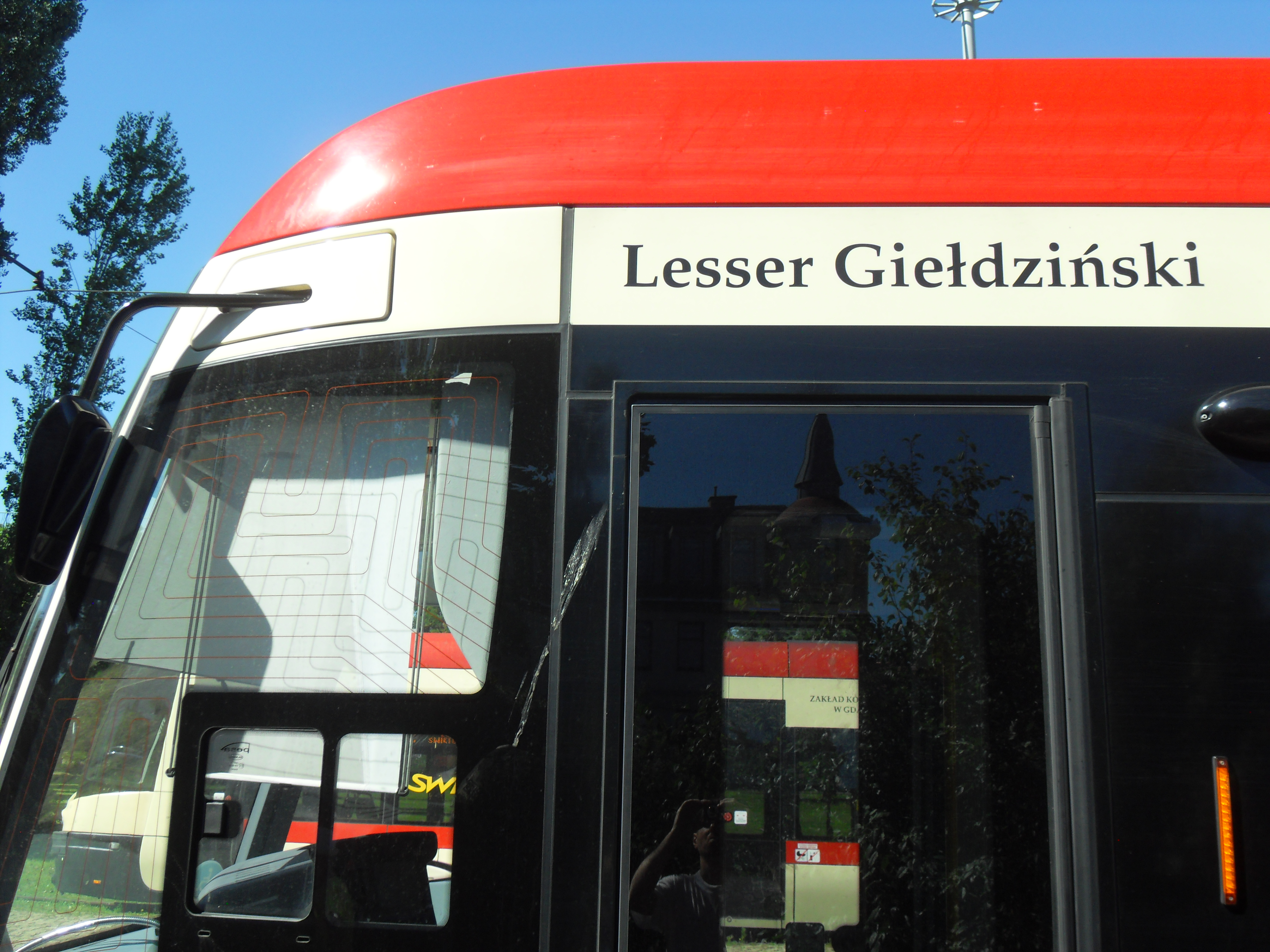
Gdański tramwaj, którego patronem jest Lesser Giełdziński

## Życiorys
Od 1860 roku na stałe związany z Gdańskiem, kolekcjoner dzieł sztuki (przede wszystkim judaiców, choć Giełdziński zbierał także obrazy, ryciny, ceramikę, rzeźby, zegary, świeczniki, pasy słuckie, mapy, książki, instrumenty muzyczne, biżuterię, a nawet laski, fajki i guziki). Początkowo kolekcja prezentowana była w domu przy ulicy Długiej 18, a następnie przenoszona kolejno do budynku przy Długiej 29 i Sali Ślubów Wielkiej Synagogi w Gdańsku. Za zasługi na polu kultury Giełdziński został w 1901 roku odznaczony Orderem Orła Czerwonego IV klasy oraz Orderem Królewskim Korony II klasy.
Został pochowany na cmentarzu żydowskim na Chełmie.
Zbiory Giełdzińskiego zostały w dużej części (2381 eksponatów) sprzedane na aukcji w Berlinie w 1912 roku, reszta pomiędzy marcem i wrześniem 1939 roku została wywieziona do Nowego Jorku, stając się zaczątkiem kolekcji Jewish Museum.
Jest patronem tramwaju Pesa Jazz Duo Gdańskich Autobusów i Tramwajów o numerze bocznym 1054 oraz dzwonu dis2 carillonu Ratusza Głównego Miasta w Gdańsku.